# IAM Cycling
La IAM Cycling era una squadra maschile svizzera di ciclismo su strada, attiva nel professionismo dal 2013 al 2016.
Creata nel 2012 su idea del manager Michel Thétaz e sotto la direzione tecnica di Serge Beucherie, la formazione acquisì licenza Professional Continental e debuttò all'inizio della stagione 2013, cogliendo presto diversi successi e affermandosi tra le migliori 5 squadre Professional europee. Grazie ai risultati e all'accresciuto impegno di sponsor, dal 2015 al 2016 la squadra poté ottenere una licenza UCI World Tour, partecipando di diritto alle gare del massimo calendario mondiale, e arrivando a vincere, nel 2016, tappe in tutti e tre i Grandi Giri (Giro d'Italia, Tour de France e Vuelta a España). Ciò nonostante al termine del 2016, dopo quattro anni di attività, IAM Cycling venne, come preannunciato, dismessa.

## Storia

### 2012-2013: fondazione e debutto
Il progetto di creazione della squadra fu presentato nell'aprile del 2012, a margine del Tour de Romandie di quell'anno, dalla IAM (Independent Asset Management), società attiva nella gestione di fondi comuni di investimento, per poi essere ufficialmente lanciato nel gennaio 2013, sotto la gestione di Michel Thétaz, fondatore e general manager, e la direzione tecnica dell'ex professionista Serge Beucherie. La squadra, unica rappresentante svizzera tra World Tour e livello Professional Continental, aderì subito al Mouvement pour un cyclisme crédible (MPCC).
Nel primo anno di attività l'ossatura della rosa fu svizzera, con l'ingaggio di nove ciclisti rossocrociati (Aregger, Elmiger, Fumeaux, Hollenstein, Lang, Reichenbach, Schelling, Tschopp e Wyss), cui vennero affiancati 14 corridori stranieri, alcuni più esperti, come il francese Sébastien Hinault, gli svedesi Gustav Larsson e Thomas Löfkvist e l'australiano Heinrich Haussler, e altri più giovani, quali l'austriaco Matthias Brändle e l'italiano Matteo Pelucchi, entrambi classe 1989.
Proprio Lövkvist ottenne la prima vittoria in assoluto della IAM, aggiudicandosi la classifica generale del Tour Méditerranéen 2013. Durante l'anno arrivarono altri otto successi nel calendario Europe Tour, fra cui quelli di Wyss alla Berner Rundfahrt, di Reichenbach al Trofeo Matteotti e di Elmiger al Tour du Limousin, nonché quelli nei rispettivi campionati nazionali di Brändle (Austria) e Larsson (Svezia) a cronometro, e di Aleksejs Saramotins (Lettonia) in linea. Grazie alle wild card UCI, in stagione la IAM partecipò anche a tredici eventi del circuito World Tour 2013 – la Parigi-Nizza, tutte le otto classiche di primavera in calendario, il Tour de Romandie, il Tour de Suisse, il Grand Prix de Ouest-France e il Giro di Lombardia – senza però cogliere vittorie.

## Cronistoria

### Annuario
| Anno | Codice | Nome        | Cat. | Biciclette | Dirigenza |
| ---- | ------ | ----------- | ---- | ---------- | --- |
| 2013 | IAM    | IAM Cycling | PCT  | Scott      | Manager: Michel Thétaz Dir. sportivi: Serge Beucherie, Marcello Albasini, Rubens Bertogliati, Kjell Carlström, Eddy Seigneur                                              |
| 2014 | IAM    | IAM Cycling | PCT  | Scott      | Manager: Michel Thétaz Dir. sportivi: Serge Beucherie, Marcello Albasini, Rubens Bertogliati, Kjell Carlström, Mario Chiesa, Eddy Seigneur                                |
| 2015 | IAM    | IAM Cycling | WT   | Scott      | Manager: Michel Thétaz Dir. sportivi: Serge Beucherie, Marcello Albasini, Rubens Bertogliati, Kjell Carlström, Mario Chiesa, Eddy Seigneur, Rik Verbrugghe                |
| 2016 | IAM    | IAM Cycling | WT   | Scott      | Manager: Michel Thétaz Dir. sportivi: Rik Verbrugghe, Marcello Albasini, Rubens Bertogliati, Kjell Carlström, Mario Chiesa, Thierry Marichal, Lionel Marie, Eddy Seigneur |

### Classifiche UCI
| Anno | Class.     | Pos. | Migliore cl. individuale |
| ---- | ---------- | ---- | ------------------------ |
| 2013 | Asia T.    | 35º  | Johann Tschopp (114º)    |
| 2013 | Europe T.  | 2º   | Martin Elmiger (16º)     |
| 2014 | Asia T.    | 58º  | Martin Elmiger (242º)    |
| 2014 | Europe T.  | 5º   | Sylvain Chavanel (5º)    |
| 2015 | World Tour | 17º  | Mathias Frank (58º)      |
| 2016 | World Tour | 17º  | Oliver Naesen (23º)      |

## Palmarès

### Grandi Giri
- Giro d'Italia

Partecipazioni: 2 (2015, 2016)
Vittorie di tappa: 1
2016 (Roger Kluge)
Vittorie finali: 0
Altre classifiche: 0
- Tour de France

Partecipazioni: 3 (2014, 2015, 2016)
Vittorie di tappa: 1
2016 (Jarlinson Pantano)
Vittorie finali: 0
Altre classifiche: 0
- Vuelta a España

Partecipazioni: 3 (2014, 2015, 2016)
Vittorie di tappa: 2
2016 (Jonas Van Genechten, Mathias Frank)
Vittorie finali: 0
Altre classifiche: 0

### Campionati nazionali
- Campionati australiani: 1

In linea: 2015 (Heinrich Haussler)
- Campionati austriaci: 2

Cronometro: 2013, 2014 (Matthias Brändle)
- Campionati francesi: 2

Cronometro: 2014 (Sylvain Chavanel); 2015 (Jérôme Coppel)
- Campionati lettoni: 2

In linea: 2013, 2015 (Aleksejs Saramotins)
- Campionati svedesi: 1

Cronometro: 2013 (Gustav Larsson)
- Campionati svizzeri: 1

In linea: 2014 (Martin Elmiger)